# ناركوبوليس
ناركوبوليس هي الرواية الأولى للكاتب الهندي جيت ثايل. الرواية في السبعينيات من القرن الماضي في بومباي القديمة ويتعلق بالأفيون وتأثيره. يصل راوي الرواية إلى بومباي، يغريه الأفيون. تتسع القصة لتشمل شخصيات مثل ديمبل، هجرة، راشد، مالك بيت الأفيون، والسيد لي، الضابط الصيني السابق، وجميعهم لديهم قصص يروونها.

## عنصر السيرة الذاتية
تعتمد الرواية على تجاربه الخاصة كمدمن للمخدرات، وما يسميه العشرين سنة الضائعة من حياتي. استغرق الأمر خمس سنوات لكتابة الرواية، وأطلق عليها اسم عكس التنفيس. تنفث الأشياء منك. لكن هذا جعلني أشعر بمشاعر سيئة . قرر ثايل تسمية الكتاب ناركوبوليس لأن بومباي بدت لي مدينة ثمل، حيث كانت المواد المعروضة هي المخدرات والكحول بالطبع، ولكن أيضًا الإله والسحر والسلطة والمال والجنس .

## استقبال
يعتبر ثايل أحد شعراء ما بعد الحداثة الرائدين في الهند، حيث ينسج الشعر والنثر بخبرة في هذا العمل الرائع. ووفقًا لصحيفة الغاردين فإن «ناركوبوليس هي بداية رائعة يمكنها بالفعل الوقوف بفخر على الرف بجوار بوروز ودي كوينسي» 